# Sainte-Marie-de-Cuines
Sainte-Marie-de-Cuines är en kommun i departementet Savoie i regionen Auvergne-Rhône-Alpes i sydöstra Frankrike. Kommunen ligger i kantonen La Chambre som tillhör arrondissementet Saint-Jean-de-Maurienne. År 2022 hade Sainte-Marie-de-Cuines 840 invånare.

## Befolkningsutveckling
Antalet invånare i kommunen Sainte-Marie-de-Cuines
| Referens: INSEE |